# 湯姆森-CSF
湯姆森-CSF（Thomson-CSF）是一家法国公司，专门从事电子产品的开发和制造，並且主要集中在航空航天和国防领域的市场。

## 公司簡史
湯姆森-CSF（Thomson-CSF）於1968年成立，源於湯姆森-休斯頓-霍奇基斯-布蘭特（Thomson-Houston-Hotchkiss-Brandt）與無線電報總公司（Compagnie Générale de Télégraphie Sans Fil，簡稱 CSF）的合併，這兩家公司共同構成了「湯姆森-CSF」這個名稱。該公司專門從事電子產品，如廣播設備、電聲設備、短波收音機、雷達系統和電視機等。
1970年代期間，湯姆森-CSF 開始生產後台電話設備、半導體及醫療成像設備。在1980年代末期，由於預見到國防開支將會縮減，湯姆森-CSF 進行了大幅度的業務重組，將其半導體業務與意大利國防集團 Finmeccanica 的業務合併，並將其醫療成像技術交換給奇異公司，以獲取該公司的消費電子業務。1989年，湯姆森-CSF收购了飞利浦的国防电子业务。
1999年，湯姆森-CSF在出脫了其消費電子業務後被私有化。
2000年12月，該公司被重組為泰雷兹集团。 